# 2020年東京パラリンピックのモーリシャス選手団
2020年東京パラリンピックのモーリシャス選手団は、2021年8月24日から9月5日まで日本の東京で開催された2020年東京パラリンピックモーリシャス選手団の名簿。

## 選手団
- 人員: 選手 4人
- 開会式旗手: マリー・アルフォンス

## 種目別選手・スタッフ名簿及び成績

### 陸上
| 選手                     | 種目           | 予選         | 予選       | 決勝      | 決勝       |
| 選手                     | 種目           | 結果         | 順位       | 結果      | 順位       |
| ------------------------ | -------------- | ------------ | ---------- | --------- | ---------- |
| エディ・キャプドル       | 男子走幅跳 T20 | -            | -          | 1分47秒97 | 41位 (6着) |
| アナイス・アンジュリーヌ | 女子100m T37   | 15秒35       | 11位 (6着) | 予選敗退  | 予選敗退   |
| アナイス・アンジュリーヌ | 女子200m T37   | 失格         | 失格       | 予選敗退  | 予選敗退   |
| アナイス・アンジュリーヌ | 女子走幅跳 T37 | -            | -          | 4.07m     | 7位        |
| マリー・アルフォンス     | 女子100m T54   | 16秒71       | 6位 (3着)  | 16秒48 AR | 5位        |
| マリー・アルフォンス     | 女子400m T54   | 55秒99 AR    | 7位 (3着)  | 56秒15    | 6位        |
| マリー・アルフォンス     | 女子800m T54   | 1分52秒27 AR | 5位 (5着)  | 1分53秒30 | 7位        |
| マリー・アルフォンス     | 女子1500m T54  | 3分29秒66 AR | 5位 (5着)  | 3分39秒83 | 10位       |
| マリー・ペリーヌ         | 女子100m T54   | 17秒33       | 9位 (5着)  | 予選敗退  | 予選敗退   |
| マリー・ペリーヌ         | 女子400m T54   | 58秒72       | 11位 (5着) | 予選敗退  | 予選敗退   |
| マリー・ペリーヌ         | 女子800m T54   | 途中棄権     | 途中棄権   | 予選敗退  | 予選敗退   |